# Xenolohmannia comosa
Xenolohmannia comosa är en kvalsterart som beskrevs av P. Balogh 1984. Xenolohmannia comosa ingår i släktet Xenolohmannia och familjen Lohmanniidae. Inga underarter finns listade i Catalogue of Life.